# 오쓰카 가즈유키
오쓰카 가즈유키(일본어: 大塚 和征, 1982년 7월 7일 ~ )는 일본의 전 축구 선수이다.

## 구단 경력
과거 아비스파 후쿠오카, V-파렌 나가사키에서 활동하였다.